# Blurred Lines (álbum)
Blurred Lines ("Líneas borrosas") es el sexto álbum de estudio del cantante estadounidense Robin Thicke. Se publicó en primer lugar en Alemania el 12 de julio de 2013 y después en Estados Unidos el 30 de julio, por Star Trak Entertainment e Interscope Records. El álbum cuenta con colaboraciones de T.I., Kendrick Lamar, Pharrell Williams y 2 Chainz. will.i.am figura como compositor invitado en la canción Give It 2 U y como productor en Feel Good y Go Stupid 4 U. Blurred Lines entró directo al número 1 en las listas de álbumes de Reino Unido y Escocia, y obtuvo una nominación a Mejor álbum de pop vocal en la 56.ª edición de los Premios Grammy.

## Concepto
Thicke detalló el concepto del álbum en una entrevista con la emisora de radio Power 105.1: "El álbum se llama Blurred Lines. Me he dado cuenta con el tiempo de que todos pensamos que vivimos en un mundo blanco o negro, o en un camino recto, pero la mayoría vivimos justo en medio de esas líneas rectas. Y todo lo que creías saber, cuanto más envejeces, más te das cuenta: 'Maldita sea, no sé nada de esto. Será mejor que preste atención, que escuche y siga aprendiendo.' Así que eso pienso, de eso me he estado dando cuenta estos últimos años".

## Música y letras
Thicke también explicó los motivos de su incursión en una música más orientada al pop comercial de lo habitual en él. "Este último año he querido divertirme más. Creo que me tomaba a mí mismo muy en serio como artista y quería ser como Marvin Gaye y John Lennon y Bob Marley y los grandes cantantes y compositores que cantaban sobre el amor y las relaciones," contaba. "Y entonces, el año pasado, mi mujer y yo queríamos volver a divertirnos, volver a ser jóvenes y bailar y salir con nuestros amigos, así que yo también quería hacer música que lo reflejase."
Existe división de opiniones respecto al género en el que catalogar este álbum. Allmusic lo clasifica como un álbum de R&B. El crítico musical Greg Kot afirmaba que se trata de un álbum dance pop, mientras Caroline Sullivan de The Guardian caracteriza la música de Blurred Lines como "funk/soul alegre." Según Andy Kellman de Allmusic, tiene una variedad de temas de sonido brillante orientados a las pistas de baile y que se desvían del estilo "disco-funk" del primer sencillo, mientras otros temas como Ooo La La y For the Rest of My Life están más arraigados en el soul.

## Sencillos
El primer sencillo del álbum fue precisamente el que le daba título, Blurred Lines, lanzado el 26 de marzo de 2013. Comenzó a sonar en la radio el 16 de abril. El videoclip se publicó el 20 de marzo y en cuestión de días superó el millón de visitas en Vevo. Thicke insistió en que había recibido el beneplácito de su esposa, Paula Patton, antes de rodar el vídeo. Blurred Lines se convirtió además en la primera canción de Thicke en alcanzar el número 1 en la Billboard Hot 100 (su mejor marca anterior era el número 14 de Lost Without U en 2007). La canción fue un éxito a escala global y llegó también al número 1 de las listas en Australia, Canadá, Nueva Zelanda, Irlanda, Holanda, Reino Unido y Estados Unidos; además de llegar a los diez primeros puestos en Bélgica, Dinamarca, Lituania, Francia, Islandia, Italia, Portugal y Suiza.
Los siguientes sencillos fueron For the Rest of My Life (publicado el 21 de mayo), Give It 2 U (2 de junio) y Feel Good (12 de noviembre).

## Recepción de la crítica
En general, Blurred Lines ha recibido críticas mixtas. En Metacritic, donde se asignan puntuaciones normalizadas sobre 100 sobre la base de críticas de periodistas de renombre, el álbum recibe una puntuación media de 59 sobre la base de 22 críticas. Nick Catucci de Entertainment Weekly tachó la música del álbum de predecible y caracterizada por "ritmos de boutique-lounge" poco arriesgados. En Slant Magazine, Andrew Chan señaló que aunque el álbum tiene un "comienzo efervescente", Thicke aporta poco al R&B contemporáneo en un álbum marcado por "frases de ligón narcisista" y "pronunciamientos osados". En The Guardian, Caroline Sullivan escribió que las "técnicas románticas de instrumento romo" de Thicke carecen de dignidad y evitan que Blurred Lines sea "un álbum bastante bueno". Hermione Hoby escribió para The Observer que, mientras algunas de las canciones son un "aceptable pábulo de fiesta", las desagradables letras de Thicke hacen el álbum menos entretenido. Greg Kot del Chicago Tribune también señala a las letras por arruinar "el emocionante estado de ánimo de las canciones".
En cuanto a las críticas positivas, Rob Tannenbaum califica en Rolling Stone a Blurred Lines como un "optimista y casi perfecto disco veraniego" que mejora los trabajos anteriores de Thicke, según él embotados por sus "expresiones de angustia". En The A.V. Club, Annie Zaleski elogia tanto las canciones "sinceras" del álbum (tales como For the Rest of My Life o The Good Life) como el "tono juguetón" de los temas menos introspectivos, considerando esta última cualidad la más atractiva de Blurred Lines. En Spin, Keith Harris escribe que Thicke "exagera y canta hasta el extremo" las limitaciones de su personaje de artista del ligue.

## Track listing
| Blurred Lines |                                                |                                                                                                   |                      |          |  |
| N.º           | Título                                         | Letras                                                                                            | Música               | Duración |  |
| 1.            | «Blurred Lines» (ft. T.I. & Pharrell Williams) | Robin Thicke, Pharrell Williams, T.I.                                                             | Pharrell Williams    | 4:23     |  |
| 2.            | «Take It Easy On Me»                           | Timbaland, Robin Thicke, J-Roc, Jacob Luttrell, Timothy Clayton, Chris Godbey                     | Timbaland, J-Roc     | 3:47     |  |
| 3.            | «Ooo La La»                                    | Robin Thicke, Joe Augello                                                                         | Robin Thicke, ProJay | 4:38     |  |
| 4.            | «Ain't No Hat 4 That»                          | Robin Thicke, Joe Augello, Alan Thicke                                                            | Robin Thicke, ProJay | 3:20     |  |
| 5.            | «Get In My Way»                                | Robin Thicke, ProJay, Paula Patton                                                                | Robin Thicke, ProJay | 3:11     |  |
| 6.            | «Give It 2 U» (ft. Kendrick Lamar)             | Robin Thicke, Kendrick Lamar, will.i.am, Dr. Luke, Cirkut                                         | Dr. Luke, Cirkut     | 3:49     |  |
| 7.            | «Feel Good»                                    | Robin Thicke, will.i.am                                                                           | will.i.am            | 3:28     |  |
| 8.            | «Go Stupid 4 U»                                | Robin Thicke, will.i.am, Edward G. Fletcher, Clifton Chase, Sylvia Robinson, Melle Mel, Seu Jorge | will.i.am            | 4:29     |  |
| 9.            | «4 the Rest of My Life»                        | Robin Thicke, ProJay                                                                              | Robin Thicke, ProJay | 4:55     |  |
| 10.           | «Top of the World»                             | Robin Thicke, ProJay                                                                              | Robin Thicke, ProJay | 3:22     |  |
| 11.           | «The Good Life»                                | Robin Thicke                                                                                      | Robin Thicke, ProJay | 3:12     |  |
| 42:34         |                                                |                                                                                                   |                      |          |  |

| Pista adicional en iTunes Reino Unido |                                                                   |                                       |                   |          |  |
| N.º                                   | Título                                                            | Letras                                | Música            | Duración |  |
| 1.                                    | «Blurred Lines» (Cave Kings Remix) (ft. T.I. & Pharrell Williams) | Robin Thicke, Pharrell Williams, T.I. | Pharrell Williams | 5:49     |  |

| Pistas adicionales de la edición Deluxe |                                                         |                                                                     |                  |          |  |
| N.º                                     | Título                                                  | Letras                                                              | Música           | Duración |  |
| 12.                                     | «Pressure»                                              | Robin Thicke, The Cataracs                                          | The Cataracs     | 3:46     |  |
| 13.                                     | «Put Your Lovin on Me»                                  | Robin Thicke, The Cataracs                                          | The Cataracs     | 3:51     |  |
| 14.                                     | «Give It 2 U» (Remix) (ft. Kendrick Lamar and 2 Chainz) | Robin Thicke, Kendrick Lamar, 2 Chainz, will.i.am, Dr. Luke, Cirkut | Dr. Luke, Cirkut | 4:17     |  |
| 54:28                                   |                                                         |                                                                     |                  |          |  |

| Pistas adicionales en Target de la edición Deluxe |                                                                   |                                       |                      |          |  |
| N.º                                               | Título                                                            | Letras                                | Música               | Duración |  |
| 15.                                               | «Blurred Lines» (Bees Knees Remix) (ft. T.I. & Pharrell Williams) | Robin Thicke, Pharrell Williams, T.I. | Pharrell Williams    | 4:39     |  |
| 16.                                               | «4 the Rest of My Life» (Twice as Nice Remix)                     | Robin Thicke, ProJay                  | Robin Thicke, ProJay | 3:17     |  |
| 62:24                                             |                                                                   |                                       |                      |          |  |

## Listas de ventas

### Semanales
| Lista                   | Mejor pos. |
| ----------------------- | ---------- |
| AFP                     | 15         |
| ARIA                    | 4          |
| Billboard 200           | 1          |
| Canadian Album Charts   | 1          |
| FIMI                    | 34         |
| Hitlisten               | 13         |
| MegaCharts              | 3          |
| Ö3 Austria              | 5          |
| Official Charts Company | 1          |
| Official Charts Company | 1          |
| Offizielle Top 100      | 2          |
| PROMUSICAE              | 42         |
| Recorded Music NZ       | 5          |
| Schweizer Hitparade     | 1          |
| Sino Charts             | 30         |
| SNEP                    | 10         |
| Top R&B/Hip-Hop Albums  | 1          |
| Ultratop Flandes        | 19         |
| Ultratop Valonia        | 17         |
| VG-lista                | 15         |
| ZPAV                    | 20         |

### Final de año
| Lista                  | Posición |
| ---------------------- | -------- |
| Albums Chart (Valonia) | 148      |
| Albums Chart           | 97       |
| Billboard 200          | 36       |
| Top R&B/Hip-Hop Albums | 11       |
| Top R&B Albums         | 2        |
| Urban Albums Charts    | 16       |

## Certificaciones
| Certificado por | Certificación |
| --------------- | ------------- |
| AMPROFON        | Oro           |
| BPI             | Plata         |
| IFPI            | Oro           |
| Music Canada    | Oro           |
| SNEP            | Oro           |
| ZPAV            | Oro           |

## Fechas de lanzamiento
| Área           | Fecha                 | Sello                |
| -------------- | --------------------- | -------------------- |
| Alemania       | 12 de julio de 2013   | Interscope/Universal |
| Francia        | 15 de julio de 2013   | Polydor              |
| Reino Unido    | 15 de julio de 2013   | Polydor              |
| Canadá         | 30 de julio de 2013   | Interscope           |
| Estados Unidos | 30 de julio de 2013   | Interscope           |
| Japón          | 7 de agosto de 2013   | Universal            |
| China          | 27 de octubre de 2013 | Starsing             |